# Air Macau
Air Macau (tiếng Hoa:澳門航空) (Áo Môn Hàng không), là một hãng hàng không có trụ sở tại Macau. Đây là hãng hàng không duy nhất của Macau hoạt động trên 12 điểm đến ở Trung Hoa Đại Lục cũng như các tuyến khu vực và quốc tế. Hãng cũng cung cấp dịch vụ duy nhất một máy bay giữa Đài Loan và Trung Hoa Đại lục. Trung tâm hoạt động của hãng tại Sân bay quốc tế Macau. 

## Đội bay

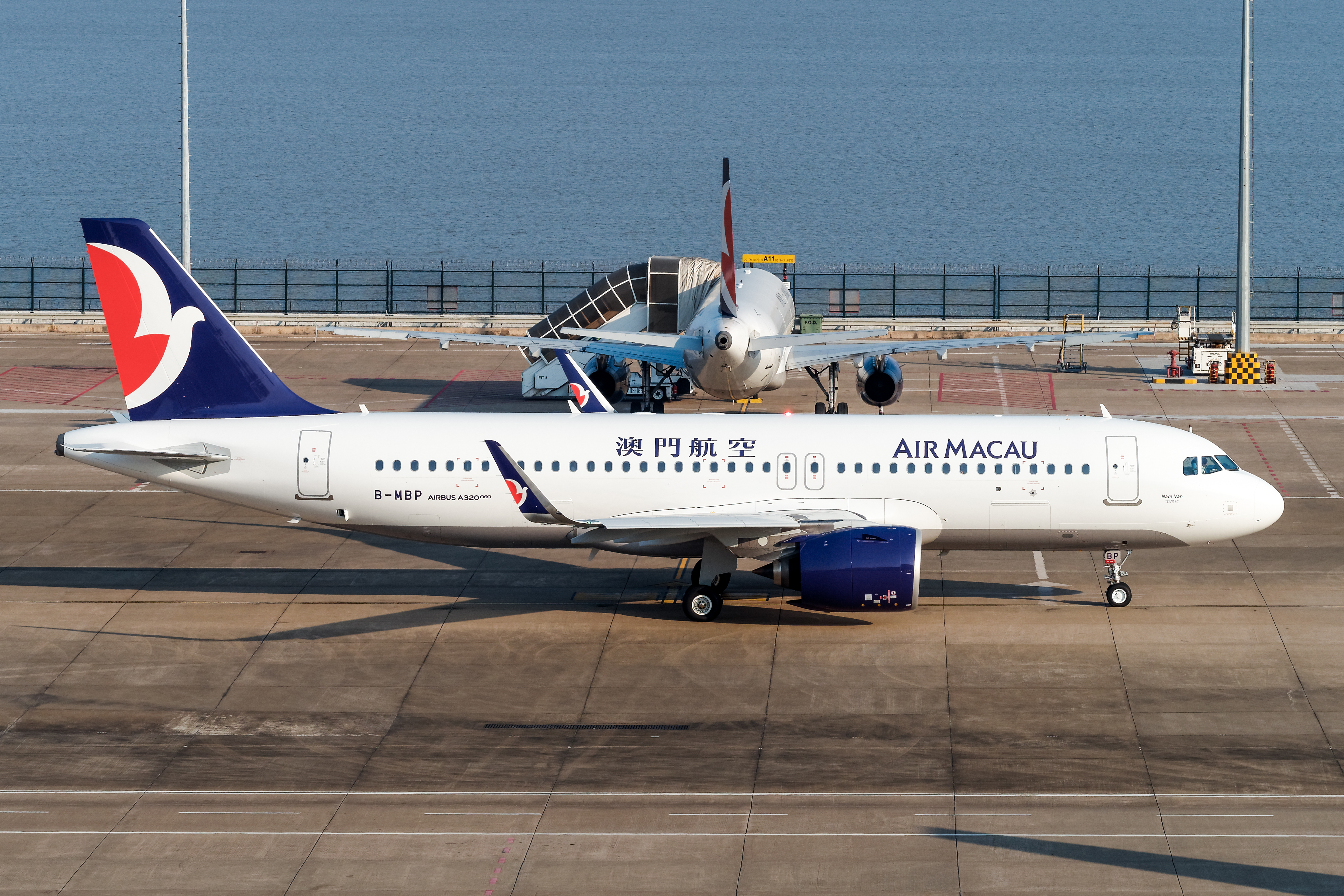
Airbus A320neo

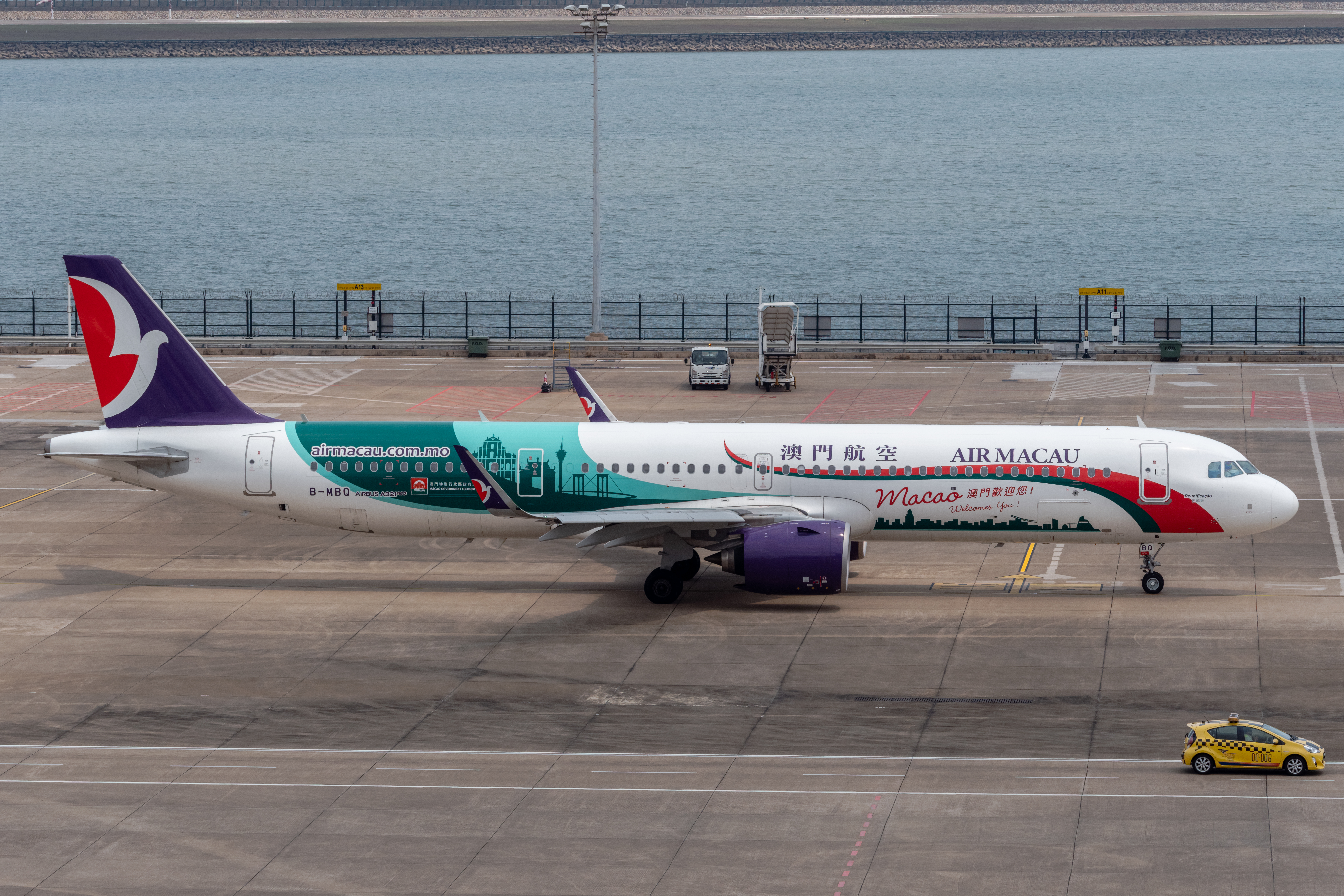
Airbus A321neo ACF

Đến tháng 9 năm 2021:
1. ↑  Flight International 27 tháng 3 năm 2007